# Pygmodeon andreae
Pygmodeon andreae är en skalbaggsart som först beskrevs av Ernst Friedrich Germar 1824.  Pygmodeon andreae ingår i släktet Pygmodeon och familjen långhorningar. Inga underarter finns listade i Catalogue of Life.